# Chen Guangcheng
Chen Guangcheng (en chino tradicional, 陳光誠; en chino simplificado, 陈光诚; pinyin, Chén Guāngchéng; 12 de noviembre de 1971) es un abogado, activista de los derechos humanos y disidente chino.

## Activismo
Guangcheng perdió la vista en la niñez, por lo que no pudo asistir a la escuela, y desde joven asesoró a los campesinos en disputas de tierras y a la gente que sufría abusos por parte de las autoridades chinas, también hizo campañas para la mejora de las condiciones de los discapacitados. A pesar de ser referido como abogado, no ostenta ninguna titulación oficial.
Entre septiembre del 2005 y marzo del 2006 estuvo en arresto domiciliario tras denunciar la política de hijo único en Linyi. En agosto de 2006 fue condenado a cuatro años de prisión por los motivos oficiales de obstruir el tráfico e incitar a la destrucción de la propiedad; pero, en realidad, destapó una campaña llevada a cabo por las autoridades de la provincia de Shandong de esterilizaciones y abortos a miles de mujeres, como parte de la política de hijo único. Cuando se celebró el juicio, todos sus abogados fueron detenidos y las autoridades nombraron a un abogado de oficio. Finalmente fue liberado el 9 de septiembre de 2010 y sometido a arresto domiciliario junto a su mujer. En el 2006 fue considerado por el Time como una de las cien personas más influyentes y en el 2007 recibió el Premio Ramón Magsaysay.

## Refugio en la embajada de Estados Unidos en Pekín
El 22 de abril de 2012 se escapó de su arresto domiciliario y se trasladó a la embajada de Estados Unidos en Pekín, también colgó un vídeo en Youtube donde confirmó su escapada y pidió a Wen Jiabao que investigara sobre los abusos hacia él y su familia, que castigara a los culpables y, por último, que protegiera a su familia. El 1 de mayo abandonó la embajada tras sufrir amenazas por parte de las autoridades chinas y por no querer pedir asilo político en Estados Unidos.